# سلالة سفورتسا
سفورزا (Sforza) عائلة نبيلة ميزت منذ نهاية القرن الرابع عشر التاريخ الإيطالي والأوروبي .
يعود اسم العائلة إلى لقب عرف به مؤسسها موزيو أتيندولو (كوتينيولا، 1369 - بالقرب من بسكارا، 1424) ، فقد كان يدعى سفورزا (قوي) لهيبته، كان قائد رومانيا العسكري في خدمة الأنجويين ملوك نابولي . كانت سلالة من الكوندوتييريين الإيطاليين كان لهم حظ كبير.